# Program Apollo
Program Apollo (angleško Apollo program – Program Apolon, znan tudi kot Projekt Apollo (Apollo Project)) je bil niz ameriških vesoljskih poletov in odprav z vesoljsko ladjo Apollo med letoma 1961 in 1972, katerih cilj je bil pristanek na Luni, kar je leta 1969 Apollu 11 tudi uspelo. Po prvem uspešnem pristanku jih je do leta 1972 sledilo še 5, nakar so človeške polete zunaj nizkega Zemljinega tira prekinili. Prekinitev še vedno velja. Apollo je dobil ime po grškem bogu Apolonu.
Veliko podporo ljudstva je program dobil po Kennedyjevem govoru leta 1961, ki je govoril o tem, da bodo do konca desetletja pristali na Luni. Program sam je bil namenjen tudi kot protiudarec Sovjetski zvezi v hladni vojni, ko sta državi merili svoje moči v vesoljski tekmi, Sovjetska zveza pa je dotlej zmagovala in dobro napredovala. Tudi Sovjetska zveza je načrtovala in dejansko naredila svoj lunarni program, ki pa je žal padel v vodo, predvsem zaradi štirih povsem neuspešnih izstrelitev predimenzionirane rakete nosilke N-1.
| Let       | Izstrelitev                          | Opombe |
| --------- | ------------------------------------ | --- |
| AS-201    | 26. februar 1966                     | Prvi polet rakete Saturn IB, preskus komandnega modula Apollo brez človeške posadke                                                                          |
| AS-203    | 5. julij 1966                        | Prvi orbitalni polet rakete Saturn IB brez modula Apollo brez človeške posadke                                                                               |
| AS-202    | 25. avgust 1966                      | Preskus komandnega modula Apollo brez človeške posadke |
| Apollo 1  | (27. januar 1967) - brez izstrelitve | Nesreča pri zemeljski vaji, smrt posadke Virgil Grissom, Edward White, Roger Chaffee                                                                         |
| Apollo 4  | 9. november 1967                     | Prvi polet rakete Saturn V, poskusni polet komandnega modula Apollo brez človeške posadke                                                                    |
| Apollo 5  | 22. januar 1968                      | Poskusni polet lunarni modul brez človeške posadke |
| Apollo 6  | 4. april 1968                        | Drugi poskusni polet rakete Saturn V brez človeške posadke                                                                                                   |
| Apollo 7  | 11. oktober 1968                     | Prvi polet rakete Saturn IB s posadko; poskusi v Zemljini tirnici Walter M. Schirra, Donn Eisele, Walter Cunningham                                          |
| Apollo 8  | 21. december 1968                    | Prvi polet rakete Saturn V s posadko; obkroženje Lune Frank Borman, James Lovell, William Anders                                                             |
| Apollo 9  | 3. marec 1969                        | Preskusi lunarnega modula v Zemljini tirnici James McDivitt, David R. Scott, Russell L. Schweickart                                                          |
| Apollo 10 | 18. maj 1969                         | Preskusi lunarnega modula v Lunini tirnici; približanje Luni na 15,6 km Thomas Patten Stafford, John Watts Young,                                            |
| Apollo 11 | 16. julij 1969                       | Prvi človeški pristanek na Luni Neil Armstrong, Edwin Aldrin, Michael Collins Mesto pristanka: Mare Tranquillitatis                                          |
| Apollo 12 | 14. november 1969                    | Pristanek v bližini sonde Surveyor 3, ki je pristala leta 1967 Charles Conrad, Richard F. Gordon, Alan L. Bean Mesto pristanka: Oceanus Procellarum          |
| Apollo 13 | 11. april 1970                       | Eksplozija na plovilu Apollo, vrnitev brez pristanka na Luni James A. Lovell, John L. Swigert, Fred Haise                                                    |
| Apollo 14 | 31. januar 1971                      | Shepard na Luni igra golf Alan Shepard, Stuart A. Roosa, Edgar D. Mitchell Mesto pristanka: Fra Mauro                                                        |
| Apollo 15 | 26. julij 1971                       | Prva odprava z vozilom Lunar Rover David R. Scott, James B. Irwin, Alfred M. Worden Mesto pristanka: Hadley Rinne                                            |
| Apollo 16 | 16. april 1972                       | Prvo raziskovanje Luninih višavij, uporaba ultravijolične kamere, Lunar Rover John W. Young, Thomas K. Mattingly, Charles M. Duke Mesto pristanka: Descartes |
| Apollo 17 | 7. december 1972                     | Zadnji pristanek na Luni, Lunar Rover Eugene Andrew Cernan, Ronald E. Evans, Harrison H. Schmitt Mesto pristanka: Taurus-Littrow                             |